# Elitserien i innebandy för herrar 2002/2003
Elitserien i innebandy för herrar 2002/2003 var Sveriges högsta division i innebandy för herrar säsongen 2002/2003. Grundserien beastod av 16 lag och 30 omgångar, varav de åtta bästa lagen gick vidare till SM-slutspelet. Lag 13 och 14 gick till kvalspel för att få stanna kvar i Elitserien 2003/2004 och lag 15 och 16 flyttades ner till Division 1. Pixbo Wallenstam IBK vann SM, efter en final seger mot Warbergs IC 85. Pixbo vann även Grundserien.
Det gavs tre poäng för vinst. Vid oavgjort efter full ordinarie tid fick båda lagen en poäng och matchen gick till sudden death. Om matchen avgjordes i sudden death fick det vinnande laget ytterligare en poäng, det vill säga totalt två poäng. För förlust gavs ingen poäng.

## Tabell
Plac. = Placering, S = Spelade, V = Vinster, O = Oavgjorda, F = Förluster, VÖ = Vinster på övertid, +/- = Gjorda mål - Insläppta mål, MSK = Målskillnad, P = Poäng
|  |                             |
|  | Till slutspel               |
|  | Till nedflyttningskval      |
|  | Nedflyttade till Division 1 |

## Slutspel

### Kvartsfinaler
- Pixbo Wallenstam IBK - Järfälla IBK 3-0 i matcher: 6-1, 5-3, 8-3
- Balrog IK - AIK 3-2 i matcher: 5-8, 1-5, 5-3, 3-2(sd), 5-3
- Warbergs IC 85 - Jönköpings IK 3-1 i matcher: 8-3, 3-8, 3-2, 4-3
- Haninge IBK - IBK Dalen 2-3 i matcher: 6-2, 4-5(sd), 9-2, 4-7, 4-5(sd)

### Semifinaler
- Pixbo Wallenstam IBK - Balrog IK 3-2 i matcher: 10-7, 3-5, 7-3, 6-8, 6-4
- Warbergs IC 85 - IBK Dalen 3-2 i matcher: 4-6, 2-8, 9-4, 7-3, 5-4(sd)

### SM-final
- Pixbo Wallenstam IBK - Warbergs IC 85 8-2

Pixbo Wallenstam IBK svenska mästare.